# Vači
Vači (in russo Вачи?; in lingua lak: Ваччи) è un villaggio della Russia situato nel Daghestan. Appartiene al rajon Kulinskij di cui è il centro amministrativo.
Il villaggio si trova 100 km a sud-ovest della città di Machačkala.